# Bernard Placzek
Bernard Placzek, né le 30 mai 1936 à Libercourt (Pas-de-Calais), est un ancien footballeur français. 
Il dispute l'essentiel de sa carrière au RC Lens, où il totalise 473 matchs au total, dont 377 en championnat. Il est, derrière Éric Sikora, le joueur lensois le plus capé de l'histoire du club.

## Biographie
En 2022, le magazine So Foot classe Bernard Placzek dans le top 1000 des meilleurs joueurs du championnat de France, à la 342e place.

## Carrière

### De joueur
- ASSB Oignies
- Calais RUFC
- RC Lens
- ES Viry-Châtillon

### D'entraîneur
- ES Viry-Châtillon
- SC Hazebrouckois
- US Saint-Omer
- CRUFC Calais

## Palmarès
- Vainqueur de la Coupe Charles Drago en 1959, 1960 et 1965 avec Lens

## Statistiques
En Ligue 1 :
- 1957/58 : 14 matchs, 2 buts
- 1958/59 : 32 matchs, 1 but
- 1959/60 : 38 matchs, 4 buts
- 1960/61 : 38 matchs, 1 but
- 1961/62 : 38 matchs, 2 buts
- 1962/63 : 37 matchs, 2 buts
- 1963/64 : 34 matchs, 2 buts
- 1964/65 : 34 matchs, 1 but
- 1965/66 : 38 matchs, 3 buts
- 1966/67 : 37 matchs, 0 but
- 1967/68 : 37 matchs, 1 but